# Procuradoria-Geral (Reino Unido)
O Gabinete do Procurador-Geral (AGO) é um departamento do governo do Reino Unido que apoia o Procurador-Geral e o seu substituto, o Solicitador-Geral (os Oficiais de Direito). Às vezes é chamada de Secretaria Jurídica dos Oficiais de Direito .O Gabinete do Procurador-Geral ( AGO) é um departamento do governo do Reino Unido que apoia o Procurador-Geral e o seu substituto, o Solicitador-Geral (os Oficiais de Direito). Às vezes é chamada de Secretaria Jurídica dos Oficiais de Direito.
O atual procurador-geral é Michael Ellis MP.

## Organização
O AGO é um dos menores departamentos do governo do Reino Unido, com cerca de 40 funcionários. É um dos "Departamentos de Oficiais da Lei" juntamente com o Crown Prosecution Service (CPS) e o HM Crown Prosecution Service Inspectorate (HMCPSI), o Serious Fraud Office (SFO) e o Government Legal Department. O advogado do tesouro atua como contabilista da AGO. O AGO fornece aconselhamento jurídico e apoio aos Oficiais de Direito que prestam aconselhamento jurídico ao governo e trabalha com o Ministério da Justiça e o Ministério do Interior para desenvolver políticas de justiça criminal.

## Ministros
Os oficiais da lei na Inglaterra e no País de Gales são os seguintes:
| Ministro                | Classificação                                        | Portfólio |
| ----------------------- | ---------------------------------------------------- | --- |
| Michael Ellis MP        | Procurador-Geral, Advogado-Geral da Irlanda do Norte | Conselheiro jurídico-chefe da Coroa; o Crown Prosecution Service; o Serious Fraud Office; Inspecção do Serviço de Procuradoria da Coroa de Sua Majestade; o Departamento Jurídico do Governo Outras responsabilidades incluem: atuar como principal consultor jurídico em questões de direito internacional e da UE, direitos humanos e questões de devolução; referindo sentenças indevidamente lenientes ao Tribunal de Recurso; intentar ações por desacato ao tribunal intervindo em certos processos para proteger instituições de caridade; lidar com questões de direito decorrentes de contas do governo; aspectos jurídicos de todos os principais litígios internacionais e domésticos envolvendo o governo. |
| Michael Tomlinson QC MP | Procurador geral                                     | substituir o Procurador-Geral da República e ser responsável pelas questões de delegação do Procurador-Geral; prestar apoio ao Procurador-Geral na sua superintendência do Departamento Jurídico do Governo, do Crown Prosecution Service, do Service Prosecuting Authority, HM Crown Prosecution Service Inspectorate e do Serious Fraud Office; prestar apoio ao Procurador-Geral da República no âmbito do contencioso cível e aconselhamento em matéria de direito civil e na função de interesse público. |